# Praefectus a rationibus
Le procurateur a rationibus était le secrétaire des finances de l'Empire romain chargé du trésor impérial, le fiscus. Ses responsabilités consistaient à surveiller les recettes et les dépenses de l'État et à tenir les comptes du fisc, ce qui donnait au a rationibus une influence considérable.

## Historique
Le rôle de procurateur a rationibus a été créé à l'origine par Auguste, qui avait besoin de comptes précis et complets des finances de l'État pour exercer le contrôle budgétaire, et a donc été confié à des membres de sa maison, probablement des affranchis. Ce rôle a ensuite été institutionnalisé dans la création définitive de la fonction de procurateur a rationibus, payé par l'Aerarium et installé dans les bureaux palatins, sous Tibère. Les familles patriciennes romaines telles que les Junii Silani peuvent également avoir désigné leurs comptables comme a rationibus, bien que cette coutume soit tombée en désuétude lorsque la fonction impériale des a rationibus s'est institutionnalisée et a disparu au plus tard sous le règne de Néron. Dans le cadre de son rôle de comptable, la comptabilité minutieuse des dépenses militaires, les coûts de la distribution publique du grain, les constructions religieuses et les projets d'infrastructure, mais aussi l'embellissement du palais impérial, et le projet des revenus publics, provenant par exemple des différentes mines de l'Empire, étaient parmi les tâches les plus importantes du procurateur a rationibus. De plus, l'a rationibus était également responsable du comportement des magistrats du fiscus et les plaintes du public étaient adressées à son bureau. Le praepositus a rationibus était aidé par son principal subordonné, le proximus a rationibus, et comptait fortement sur la confiance de l'empereur. Parfois, les bureaux a rationibus et ab epistulis, le secrétaire chargé de la correspondance impériale ont été fusionnés, par exemple dans le cas de Tiberius Claudius Vibianus Tertullus .
Le bureau a rationibus était initialement occupé par des affranchis tels que Pallas, Phaon et le père de Claudius Etruscus. Cependant, à partir du IIe siècle (autour des règnes de Trajan et Hadrien), la position n'a été occupée que par chevaliers après que la réputation des affranchis ait été ternie en raison de leur influence jugée indue à la cour impériale et que plusieurs affaires de corruption aient éclatées. La fonction de a rationibus a été abolie par les réformes tétrarchiques de Dioclétien, qui ont placées la gestion des finances impériales aux IVe et Ve siècles de notre ère sous la responsabilité du comes sacrarum largitionum (maître des largesses sacrées).

## Voir également
- Aerarium
- comes
- Congiarium
- Fiscus
- rationalis
- Finance romaine
- a cognitionibus